# Il trapezio della morte
Il trapezio della morte (Swing High) è un film del 1930 diretto da Joseph Santley.

## Produzione
Il film fu prodotto dalla Pathé Exchange.

## Distribuzione
Il copyright del film, richiesto dalla Pathé Exchange, Inc., fu registrato il 19 maggio 1930 con il numero LP1311.
Distribuito dalla Pathé Exchange, il film uscì nelle sale cinematografiche USA il 18 maggio 1930.